# Talovskij rajon
Il Talovskij rajon (in russo Таловский район?) è un rajon dell'Oblast' di Voronež, in Russia; il capoluogo è Talovaja. Istituito nel 1928, ricopre una superficie di 1.870 km².